# Scheibensee
Der Scheibensee ist ein Stillgewässer im Gebiet der baden-württembergischen Gemeinde Waldburg im Landkreis Ravensburg in Deutschland.

## Lage
Der nur 0,2 Hektar (ha) große Scheibensee gehört naturräumlich zum Westallgäuer Hügelland. Es liegt etwa 1,25 Kilometer südöstlich der Waldburger Ortsmitte, innerhalb des 5,64 ha großen, bereits 1967 ausgewiesenen Naturschutzgebiets Scheibensee, auf einer Höhe von 663 m ü. NHN.

## Beschreibung
Der in einem ehemaligen Toteisloch entstandene See war bis zur Anlage eines künstlichen Abflussgrabens im Jahr 1915 noch etwa dreimal größer als heute. Durch die rasch voranschreitende Verlandung wird die offene Wasserfläche des Sees von etwa 30 Meter Durchmesser in einigen Jahren verschwunden sein. Der Scheibensee ist heute im Besitz des Landes Baden-Württemberg.

## Hydrologie
Das Einzugsgebiet des Scheibensees beträgt rund 110 ha; davon werden 20 Prozent für die Forst- und 55 Prozent für  Landwirtschaft genutzt. Gespeist wird der See hauptsächlich über Grundwasser und aus dem zufließenden Wasser des ihn umgebenden Moors. Der Abfluss erfolgt über den Edensbach in den Holzmühleweiher und die Haslach in die Untere Argen.

## Ökologie
Dem See können aufgrund des Verlandungsprozesses keine Proben entnommen werden.
Mit Hilfe des Aktionsprogramms zur Sanierung Oberschwäbischer Seen wurde in den Jahren vor 2010 die Planung von Extensivierungsmaßnahmen durchgesetzt.